# Le Capucin
Pour les articles homonymes, voir capucin.
Le Capucin (1920) est un cheval de course qui gagna le Prix du Jockey Club le 10 juin 1923 à l'hippodrome de Chantilly ainsi que le Grand International d'Ostende à l'Hippodrome d'Ostende, en Belgique, en 1924. Il est le père de la grande championne Pearl Cap.

## Palmarès
- 1925  Prix Boiard
- 1924	Grand Handicap International d'Ostende[1]
- 1924	Prix des Maréchaux
- 1924	Grand International d'Ostende[2]
- 1923	Prix du Jockey Club
- 1923	Prix Daru

## Origines
| Origines de Le Capucin (FR), mâle bai né en 1920 | Origines de Le Capucin (FR), mâle bai né en 1920 | Origines de Le Capucin (FR), mâle bai né en 1920 | Origines de Le Capucin (FR), mâle bai né en 1920 |
| ------------------------------------------------ | ------------------------------------------------ | ------------------------------------------------ | ------------------------------------------------ |
| Père Nimbus                                      | Elf                                              | Upas                                             | Dollar                                           |
| Père Nimbus                                      | Elf                                              | Upas                                             | Rosemary                                         |
| Père Nimbus                                      | Elf                                              | Analogy                                          | Adventurer                                       |
| Père Nimbus                                      | Elf                                              | Analogy                                          | Mandragora                                       |
| Père Nimbus                                      | Nephte                                           | Flying Fox                                       | Orme                                             |
| Père Nimbus                                      | Nephte                                           | Flying Fox                                       | Vampire                                          |
| Père Nimbus                                      | Nephte                                           | Fanny                                            | Isonomy                                          |
| Père Nimbus                                      | Nephte                                           | Fanny                                            | Frivola                                          |
| Mère Carmen                                      | Sidus                                            | St. Simon                                        | Galopin                                          |
| Mère Carmen                                      | Sidus                                            | St. Simon                                        | Saint Angela                                     |
| Mère Carmen                                      | Sidus                                            | Star of Fortune                                  | Hermit                                           |
| Mère Carmen                                      | Sidus                                            | Star of Fortune                                  | Stella                                           |
| Mère Carmen                                      | La Figlia                                        | Saraband                                         | Muncaster                                        |
| Mère Carmen                                      | La Figlia                                        | Saraband                                         | Highland Fling                                   |
| Mère Carmen                                      | La Figlia                                        | Vivandière                                       | Hampton                                          |
| Mère Carmen                                      | La Figlia                                        | Vivandière                                       | Lady Kars (famille 2)                            |